# Incursiones en Boulogne
Las incursiones en Boulogne en 1801 fueron un intento fallido de elementos de la Royal Navy liderados por el vicealmirante Lord Horatio Nelson para destruir una flotilla de buques franceses anclados en el puerto de Boulogne, una flota que se pensaba que se usaba para la invasión de Inglaterra, durante las guerras revolucionarias francesas. Al amanecer del 4 de agosto, Nelson ordenó a cinco bombardas avanzar y abrir fuego contra la línea francesa. A pesar de la pólvora inferior de la artillería francesa y el alto número de disparos disparados por los buques bomba, los británicos sufrieron más bajas y se retiraron. La noche del 16 de agosto Nelson regresó y trató de sacar la flotilla, atacando con setenta barcos y casi dos mil hombres organizados en cuatro divisiones, pero el ataque fue repelido con éxito por los defensores, liderados por el almirante Latouche Tréville.

## Antecedentes
En febrero de 1801 la guerra continental contra la República Francesa cesó por un tratado de paz concluido en Lunéville el 9 de febrero entre ese país y el Imperio austríaco, que aceptó el control francés hasta el Rin y las repúblicas clientes francesas en Italia y los Países Bajos. En marzo, el gobierno británico hizo la primera propuesta de paz a los franceses, pero el colapso de la Liga del Norte debido a la muerte del zar Pablo I y los reveses franceses en Portugal y Egipto causaron una mejora de la situación estratégica británica, y las negociaciones de paz se prolongaron durante la primavera.
Debido a esto, los ejércitos franceses desempleados se reunieron en los puertos del Canal y comenzó la preparación para una invasión. El 12 de julio, Bonaparte emitió una orden para el montaje en Boulogne de nueve divisiones de cañoneros y del mismo número de batallones de tropas, además de varios destacamentos de artillería para servir a los cañones a bordo de la flotilla. El contraalmirante Latouche Tréville fue nombrado comandante en jefe y recibió instrucciones para ejercitar a las tropas en el trabajo de barcos, en el disparo de los cañones, en el abordaje y en la entrada y salida de los buques. También se informó de concentraciones de tropas y barcos de fondo plano en los puertos de El Havre y Dunkerque. Estos preparativos fueron exagerados por los periódicos franceses, incluido el periódico oficial del gobierno francés, Le Moniteur, que publicó la amenaza de invasión del primer cónsul el 21 de junio. De hecho, el único objetivo de Bonaparte era intimidar al gobierno británico para que aceptara términos de paz desventajosos.
Aunque la inteligencia británica dudaba de que la invasión francesa tuviera lugar, las órdenes de contrainvasión de 1797 fueron reintroducidas. Se aumentó el número de balandras y bergantines de armas en las Islas del Canal. En los condados del sur, el ganado fue conducido tierra adentro, y las carreteras principales fueron bloqueadas. Nelson, que recientemente regresó del Báltico, recibió instrucciones detalladas del almirantazgo para ser empleado en la defensa de las desembocaduras del Támesis y Medway, y todas las partes de la costa de Sussex, Essex y Kent. También se le exigió que bloqueara o destruyera, si era posible, los buques y naves franceses en los puertos donde pudieran ser ensamblados. Toda la inteligencia apuntaba a Boulogne como el puerto principal en el que se reunían las naves de invasión francesas, por lo que Lord Nelson puso rumbo allí.

## Primer ataque
Nelson, con la fragata de 18 libras y 32 cañones HMS Medusa bajo el mando del capitán John Gore como buque insignia, llegó al puerto de Boulogne la noche del 3 de agosto. Colocó sus 28 cañoneras y cinco buques bomba a una distancia de 3 km del puerto, fuera del alcance de las baterías terrestres del ejército francés sobre y al lado de Boulogne. A las 5 de la mañana del día siguiente, la división de buques bombarderos se colocó por delante del resto del escuadrón y comenzó el ataque, aunque Nelson era consciente de que era poco probable que un bombardeo naval a larga distancia fuera decisivo.
Los cinco buques bombardearon la línea defensiva francesa amarrada frente a Boulogne durante 16 horas, disparando entre 750 y 848 disparos. Las fuerzas francesas no pudieron responder al fuego británico debido al mal estado de su pólvora. Como resultado de esto, Latouche Tréville consideró moverse hacia los barcos británicos para abordarlos, pero finalmente rechazó este plan debido a la mala construcción de sus cañoneras.
Finalmente, Nelson, viendo que el bombardeo causó solo daños menores, regresó a Inglaterra. Informó de tres pisos y un bergantín hundido y la conducción de varios otros en tierra; sin embargo, Latouche Tréville solo admitió dos cañoneras hundidas, una de las cuales fue recuperada más tarde. Los británicos perdieron 4 o 5 hombres y dos cañoneras, una de las cuales explotó cuando estalló su mortero.
Después de este primer ataque, Nelson era consciente de que la flotilla francesa no representaba ningún riesgo grave.

## Segundo ataque
Para su segundo ataque, Nelson no pudo hacer un bombardeo porque el primer ataque y los preparativos para el segundo a lo largo de la costa de Kent habían alertado a los franceses. El almirante Latouche Tréville había reforzado sus buques con tres batallones de soldados de las brigadas 47°, 56° y 108°, así como redes, para evitar el abordaje. Nelson decidió lanzar un ataque nocturno sorpresa, como lo había hecho anteriormente en la batalla de Santa Cruz de Tenerife (1797). Para este propósito organizó cuatro divisiones de barcos bajo los respectivos comandos de los capitanes Philip Somerville, Edward Thornborough Parker, Isaac Cotgrave y Robert Jones, y una división de morteros, bajo el mando del capitán John Conn, para intentar expulsar a la flotilla francesa.
Alrededor de las 11:30 p. m., las cuatro divisiones, que habían cruzado el Canal atadas, partieron de la Medusa en buen orden, pero perdieron contacto entre sí debido a la oscuridad de la noche sin luna. La corriente de marea y la media marea los separaron aún más, haciendo que la división de Robert Jones fuera arrastrada por los barcos franceses y no viera acción. Las otras tres divisiones atacaron diferentes partes de la línea francesa por separado y en diferentes momentos.
La primera división, bajo el mando del capitán Somerville, acercándose a la costa, fue arrastrada por la corriente hacia el este de la bahía de Boulogne. Somerville, encontrando imposible un ataque a los buques franceses en el orden prescrito, ordenó a los barcos que se arrojaran unos a otros para moverse más fácilmente. Poco antes del amanecer del día siguiente, algunos de sus barcos principales atacaron un bergantín francés cerca del muelle de Boulogne y trataron de llevárselo, pero estaba amarrado con cadenas que no podían cortarse. El fuego pesado francés de los mosquetes y racimos de metralla desde las defensas costeras, tres lugres y un segundo bergantín ubicado muy cerca del primero, obligaron a las fuerzas de Somerville a retirarse dejando atrás su premio.